# Helena Ponette
Helena Ponette (* 3. Februar 2000) ist eine belgische Sprinterin, die sich auf den 400-Meter-Lauf spezialisiert hat.

## Sportliche Laufbahn
Erste internationale Erfahrungen sammelte Helena Ponette im Jahr 2021, als sie bei den U23-Europameisterschaften in Tallinn mit der belgischen 4-mal-400-Meter-Staffel mit 3:37,47 min im Vorlauf ausschied. Im Jahr darauf erreichte sie bei den Weltmeisterschaften in Eugene das Finale und belegte dort in 3:26,29 min den siebten Platz, während sie in der Mixed-Staffel mit 3:16,01 min den Finaleinzug verpasste. Anschließend gelangte sie bei den Europameisterschaften in München mit neuem Landesrekord von 3:22,12 min auf Rang vier in der Frauenstaffel. 2023 schied sie bei den Halleneuropameisterschaften in Istanbul mit 53,07 s im Halbfinale über 400 Meter aus und im August kam sie bei den Weltmeisterschaften in Budapest mit 51,52 s nicht über den Vorlauf hinaus. Zudem belegte sie mit der Staffel in 3:22,84 min den fünften Platz. Im Jahr darauf klassierte sie sich bei den Hallenweltmeisterschaften in Glasgow mit 3:28,05 min auf dem vierten Platz im Staffelbewerb. Im Mai wurde sie bei den World Athletics Relays in Nassau in 3:26,79 min Zweite im C-Lauf in der 2. Qualifikationsrunde über 4-mal 400 Meter für die Olympischen Spiele in Paris und sicherte damit Belgien einen Startplatz. Anschließend schied sie bei den Europameisterschaften in Rom mit 51,65 s im Halbfinale über 400 Meter aus und belegte mit der Mixed-Staffel in 3:11,03 min den vierten Platz und stellte damit einen neuen Landesrekord auf. Zudem gewann sie mit der Frauenstaffel in 3:22,95 min gemeinsam mit Naomi Van Den Broeck, Imke Vervaet und Cynthia Bolingo Mbongo die Bronzemedaille hinter den Teams aus den Niederlanden und Irland. Im August belegte sie bei den Olympischen Sommerspielen in Paris in 3:09,36 min den vierten Platz in der Mixed-Staffel und über 400 Meter schied sie mit 51,46 s in der Hoffnungsrunde aus. Zudem gelangte sie mit der Frauenstaffel mit 3:22,40 min im Finale auf Rang sieben.
2025 gewann sie bei den Halleneuropameisterschaften in Apeldoorn in 3:16,19 min gemeinsam mit Julien Watrin, Imke Vervaet und Christian Iguacel die Silbermedaille in der Mixed-Staffel über 4-mal 400 Meter hinter dem niederländischen Team und am Tag darauf schied sie über 400 Meter mit 52,32 s in der ersten Runde aus.
In den Jahren 2023 und 2024 wurde Ponette belgische Meisterin im 400-Meter-Lauf im Freien sowie 2024 in der Halle.

## Persönliche Bestleistungen
- 400 Meter: 51,46 s, 6. August 2024 in Paris
  - 400 Meter (Halle): 52,16 s, 8. Februar 2025 in New York City